# Karin Heyninck
Karin Heyninck, geboren te Antwerpen, is een klassiek danseres.
Ze genoot haar opleiding aan het Stedelijk Instituut voor ballet in Antwerpen en volgde ook opleidingen in Londen, Venetië en New York. In 1976 trad ze toe tot het gezelschap Koninklijk Ballet van Vlaanderen, waar ze snel uitgroeide tot soliste. Daarna volgden nog het Nederlands Dans Theater van Jiří Kylián en het English National Ballet. Choreografen schreven speciaal voorstellingen voor haar.
Later werd Heynick directeur van de Dansschool De Eik in Antwerpen. Vanaf 2006 is ze zelf choreograaf en geeft ze lessen in klassieke dans aan de Kunsthumaniora in Antwerpen.